# Мерсер, Рэй
Рэй Мерсер (англ. Ray Mercer; род. 4 апреля 1961, Джэксонвилл, Флорида, США) — американский боксёр-профессионал, выступавший в тяжёлой весовой категории. Олимпийский чемпион XXIV Летних Олимпийских игр в тяжёлом весе (до 91 кг). Чемпион США по боксу среди любителей (1987). Чемпион мира в тяжёлой весовой категории по версии WBO (1991). Чемпион Северной Америки по версии NABF (1990). Он также выступал в кикбоксинге и смешанных единоборствах.

## Профессиональная карьера
Дебютировал в феврале 1989 года.
В сентябре 1989 года нокаутировал непобежденного  Дино Хомси.
В октябре 1989 года победил техническим нокаутом в 1 раундеЭдди Ричардсона.
В ноябре  1989 года победил единогласным решением судей Джери Джонса.
В декабре 1989 года встретился с  Осси Окасио. Мерсер выглядел неубедительно в этом бою, тем не менее победил раздельным решением судей.

### 1990—1991
В январе 1990 года победил техническим нокауом в 5 раунде  Уэсли Уотсона.
В марте 1990 года победил единогласным решением судей Киммуэла Одума.
В мае 1990 года победил техническим нокаутом в 4 раунде Лионеля Вашингтона.

#### Бой с Бертом Купером
В августе 1990 года в бою за титул NABF Мерсер встретился Бертом Купером. В 1 раунде Мерсер отправил Купера в нокдаун и победил единогласным решением судей.

#### Бой с Франческо Дамиани
В январе 1991 года Мерсер встретился с непобеждённым чемпионом мира по версии WBO Франческо Дамиани. Дамиани действовал преимущественно с дальней дистанции и это принесло ему успех. После восьмого раунда Франческо уверенно вёл на картах всех трёх боковых судей со счётом 79-73, 79-74 и 78-74. Но на исходе 9-го раунда произошло экстраординарное событие, которое редко случается в боксёрских поединках. Выброшенный Мерсером левый апперкот прошёл по касательной по фронтальной части лица Дамиани. Удар не попал по подбородку, но сильно сломал итальянцу нос. Франческо упал и не смог дальше продолжать бой не от потрясения, а от адской боли, которая сопровождает подобные повреждения.

#### Бой с Томми Моррисоном
В октябре 1991 года Мерсер встретился с непобеждённым Томми Моррисоном. Фаворитом в этом бою был Моррисон.  Мерсера было сложно воспринять всерьёз, поскольку он уже едва не проиграл по очкам два поединка. Морисон старался быстро нокаутировать Мерсера и отомстить за поражение в отборочном туре Сеульской Олимпиады и быстро выдохся. Выиграв первые два раунда, Моррисон, казалось, был близок к тому, чтобы нокаутировать чемпиона в следующем. Однако сказалась слабая выносливость Томми, и у него не осталось сил, чтобы дожать Мерсера до конца третьего раунда. В самом начале пятого раунда Мерсер отступил в угол, а Моррисон пригнулся с непонятными намерениями. И тогда Рэй коротко ударил в его незащищённый левый висок, нокаутировав Моррисона.

### 1992-1996
После боя с Моррисоном Мерсер должен был провести бой против обязательного претендента на титул Майкла Мурера. Но Мерсер отказался от малопрестижного титула WBO ради боя с Ларри Холмсом, о чём в будущем пожалел.

#### Бой с Ларри Холмсом
В феврале 1992 года Мерсер встретился с Ларри Холмсом. Победитель этого боя должен был встретиться с Эвандером Холифилдом за титул абсолютного чемпиона мира. Фаворитом в этом бою был Мерсер, 42-летнему Холмсу давали мало шансов на победу. Холмс, однако, был уверен в своей победе и поклялся, что он уйдет в отставку в последний раз, если он проиграет. Первые 2 раунда соперники обменивались ударами, но затем Холмс провёл оставшуюся часть боя в оборонительном стиле, работая на контратаках и переигрывая Мерсера по очкам. В итоге Холмс победил единогласным решением судей.

#### Бой с Джесси Фергюссоном I
В феврале 1993 года Мерсер встретился с Джесси Фергюссоном. Этот бой прошёл в андеркарте боя Риддик Боу- Майкл Доукс и Мерсер должен был стать следующим соперником Боу. Рэй Мерсер вышел на этот бой не в лучшей физической форме, посчитав Фергюсона проходным соперником. Вместо этого Фергюсон контролировал почти весь бой. Когда Мерсер почувствовал, что проигрывает, прямо по середине боя предложил Фергюсону 100 000 долларов, если тот сольёт бой. Фергюсон отказался, выиграл бой единогласным решением судей, заслужив право на титульный бой, а после боя сдал Мерсера. Только чудом Мерсер спасся от продолжительной дисквалификации.

#### Бой с Джесси Фергюссоном II
В ноябре 1993 года состоялся реванш Мерсера и Джесси Фергюссона. Фергюсон несколько месяцев назад проиграл нокаутом Риддику Боу и вышел на ринг не в лучшей форме и не лучшим настроем. В близком бою, Фергюсон казалось взял верх над  Мерсером, но с небольшим преимуществом победу раздельным решением судей присудили Мерсеру.

#### Бой с Марионом Уилсоном
В июле 1994 года встретился с Марионом Уилсоном. В близком бою раздельным решением судей была присуждена ничья. Из за этого провалился предполагаемый бой Мерсера с Фрэнком Бруно, который должен был пройти в Гонконге.

#### Бой с Эвандером Холифилдом
В мае 1995 года Мерсер встретился с Эвандером Холифилдом. В 8 раунде он отправил Мерсера в нокдаун (впервые в его карьере). В итоге Холифилд с небольшим преимуществом победил единогласным решением судей.

#### Бой с Ленноксом Льюисом
В мае 1996 году Мерсер вышел на ринг против Леннокса Льюиса. Соперники всячески обменивались сильными ударами, апперкотами. В 10-раундовом поединке Льюис одержал труднейшую победу большинством голосов судей, в основном за счёт джебов с дальней дистанции. Решение было громко освистано толпой, считавшей что Мерсер сделал достаточно чтобы выиграть бой. Неофициальный результат от Associated Press показал победу Мерсера со счетом 97-93, в то время как неофициальный судья канала HBO Харольд Ледерман выставил ничью 95-95. Мерсер попал 60% ударов по сравнению с 33% Льюиса. Также у него был более высокий процент от общего числа ударов, 59% против 44%. Сам Льюис назвал этот бой самым тяжелым боем в своей карьере.

#### Бой с Тимом Уизерспумом
В декабре 1996 года Рэй Мерсер вышел на ринг против Тима Уизерспуна. Несмотря на то что Уизерспуну было 39 лет, он значительно превзошёл Мерсера по числу точных попаданий, но победу единогласным решением отдали Мерсеру, хотя неофициальный судья Харольд Ледерман присудил победу Уизерспуму со счётом 87-84. Поединок проходил в рамках шоу, организованного телеканалом HBO, главным событием которого был 2-й бой Риддик Боу — Анджей Голота.

### 1997-2008
В 1997 году планировался бой Мерсера против Анджея Голоты. Но на тренировке Мерсер получил травму шеи и выбыл из спорта на  14 месяцев.

#### Бой с Владимиром Кличко
В июне 2002 года в США Рэй Мерсер вышел на бой против Владимира Кличко. В конце 1-го раунда Кличко выбросил в челюсть два левых хука подряд. Затем туда же добавил ещё один мощный левый хук. У Мерсера подогнулись ноги, и он начал падать. Кличко вдогонку пробил ещё один левый хук. Мерсер рухнул на канвас. Он поднялся на счёт 8. После возобновления боя Кличко выбросил несколько кроссов, часть из которых пришла в цель, но Мерсер смог продержаться до гонга. Весь 6-й раунд Кличко бил кроссы в голову противника. Мерсер практически не отвечал. В середине 6-го раунда украинец прижал к канатам противника и начал избивать. Рефери вмешался и прекратил бой. Мерсер с решением не спорил. Лицо американца было избитым. Согласно послематчевой статистики телеканала HBO украинец имел колоссальное преимущество по силовым ударам.

#### Бой со Стивом Пеннелом
В феврале 2004 года Мерсер победил Стива Пеннела.

#### Бой с Шенноном Бриггсом
В августе 2005 он проиграл нокаутом в 7-м раунде Шэннону Бриггсу.
В январе 2008 года Мерсер проиграл по очкам Деррику Росси.